# 黃鐸
黃鐸（1439年—？），字文器，福建興化府莆田縣人，民籍，明朝政治人物。進士出身。

## 生平
早年出身國子生，舉福建鄉試第二十八名。成化十一年（1475年）乙未科會試第六十四名，殿試登進士第二甲第五十三名。

## 家族
曾祖父黃則誠。祖父黃宦，曾任教授 贈監察御史。父亲黃諭。